# Gevorgjanseminariet

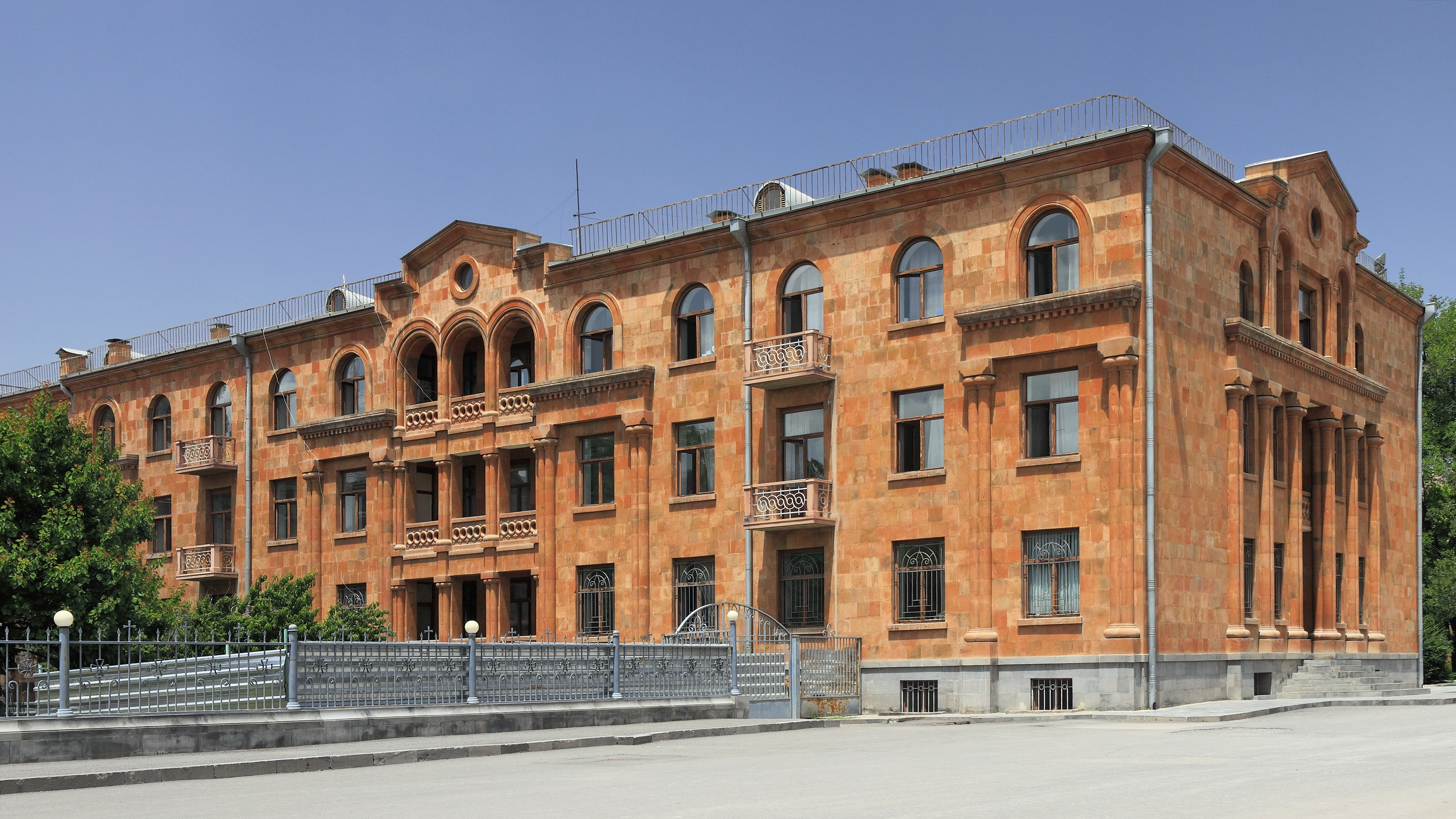
Seminariets studentbostadshus från 1989

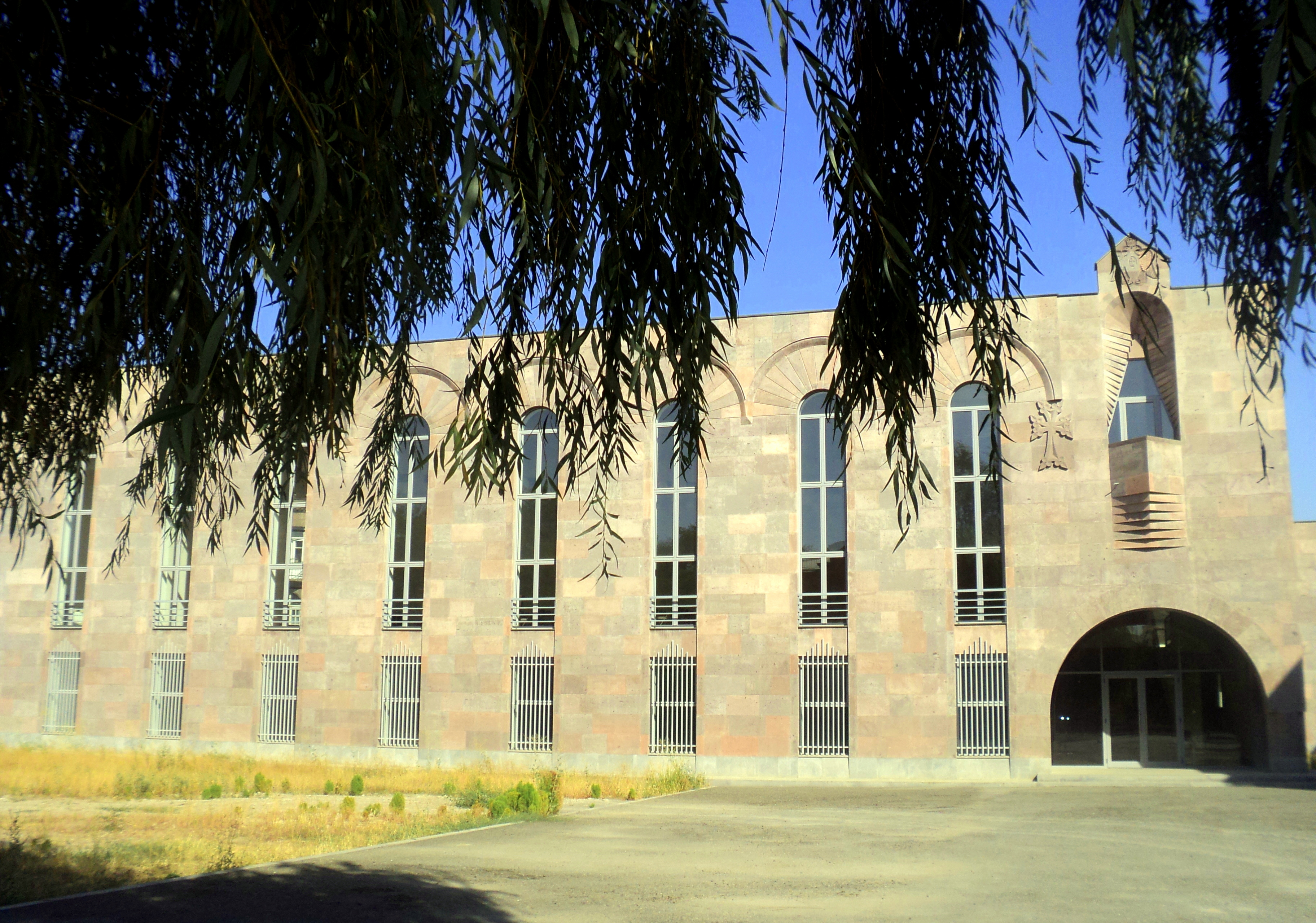
Seminariets sport- och kulturhus, invigt 2011

Gevorgjanseminariet (armeniska: Գևորգյան Հոգևոր Ճեմարան: Gevorgjan Hogevor Tjemaran) är ett armeniskt teologiskt seminarium i Etjmiadzin i Armenien.
Katolikos Gevorg IV av Armeniska apostoliska kyrkan lade grundstenen till seminariet 1869 i Etjmiadzin. Det uppfördes 1869–1874, under den tid som den armeniska kyrkan förhandlade med öppnande av den med den ryska regimen. Godkännande lämnades 1874. Seminariet utexaminerade sina första elever under det akademiska året 1885/1886.
En känd elev var kompositören och körledaren Komitas.
Seminariet stängdes 1917 för att återöppnas först 1945.